# Ichneumon albiger
Ichneumon albiger är en stekelart som beskrevs av Wesmael 1845. Ichneumon albiger ingår i släktet Ichneumon och familjen brokparasitsteklar. Arten är reproducerande i Sverige. Utöver nominatformen finns också underarten I. a. lindrothi.